# Emília dos Santos Braga
Emília dos Santos Braga de seu nome completo de nascimento Emília Adelaide dos Santos e Silva (Lisboa, 19 de fevereiro de 1867 - Lisboa, 28 de dezembro de 1949) foi uma pintora portuguesa naturalista.

## Biografia
Emília Adelaide dos Santos e Silva nasceu a 19 de fevereiro de 1867, no terceiro andar do número 186 da Rua Bela da Rainha, na freguesia de São Nicolau, na Baixa de Lisboa, filha do cirurgião militar Carlos José dos Santos e Silva e de sua mulher, Emília Adelaide Xavier, ambos naturais de Lisboa. Cresceu num ambiente familiar liberal para a época, onde ela e as suas duas irmãs mais novas, Virgínia Carlota Xavier dos Santos e Silva e Maria Laura dos Santos e Silva, foram encorajadas a pintar e a seguir carreiras artísticas. O seu avô paterno, Manuel Inocêncio Liberato dos Santos, celebrado compositor, teve um papel fulcral no encorajamento da neta pintar e tocar música, tendo-lhe ensinado piano e harpa. Não obstante o seu apreço pela música, a sua verdadeira paixão era a pintura. O irmão mais velho, Carlos José dos Santos e Silva Júnior, industrial e proprietário de uma fábrica de pólvora, tinha por hábito mostrar as obras de sua irmã aos seus amigos artistas, informando os pais de como eram largamente apreciados os trabalhos de sua irmã, que os persuadiu a financiar a carreira artística da filha.

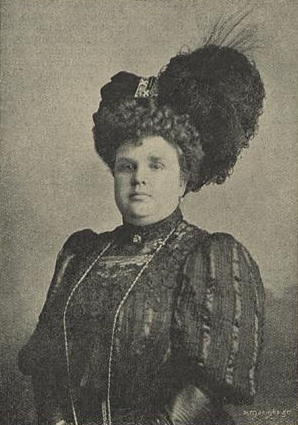
Retrato de Emília dos Santos Braga, Illustração Portugueza, 20 de maio de 1908.

A Academia Real de Belas-Artes de Lisboa só aceitou mulheres para a formação a partir de 1896 e os seus pais não tinham recursos para ela se deslocar a Paris, como acontecia frequentemente com as filhas da elite lisboeta. Santos Braga e suas irmãs tiveram, portanto, aulas particulares com José Moura Girão, um dos amigos do irmão e pintor célebre. No entanto, Emília não o considerou satisfatório e, sendo convidada pelos pais a escolher o seu próprio professor, disse que queria José Malhoa, cujas pinturas admirava. Foi aluna de Malhoa desde 1888. Pouco depois casou-se também com o primeiro marido, António Ferreira Braga, de quem adoptou o último apelido.
Em 1893 começou a expor o seu trabalho. Na sua primeira exposição expôs dois retratos, um dos quais foi adquirido pelo Rei D. Carlos I e foi-lhe atribuída uma Medalha de 3.ª Classe, algo inédito para uma noviça, nomeadamente uma mulher. Enquanto ela desenvolvia a sua carreira, embora ainda tendesse a ser vista como uma "amadora", a reputação do seu professor, Malhoa, também crescia rapidamente. Ser conhecida como aluna de Malhoa atraiu o seu trabalho e nos catálogos de exposições sempre se referiu a si própria como uma "discípula de Malhoa". Os críticos começaram a apreciar seu trabalho e a comentar sobre a sua rápida progressão. As suas pinturas foram comparadas favoravelmente em relação às de outros jovens pintores, nomeadamente as suas irmãs.

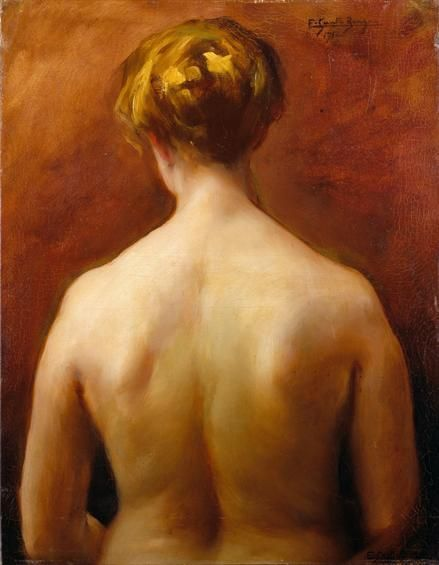
Nu de Emília dos Santos Braga, Museu de José Malhoa.

Em 1900 expôs pela primeira vez fora de Portugal, apresentando quatro obras na Exposição Universal de Paris. Em 1901, foi criada a Sociedade Nacional de Belas-Artes de Portugal e Santos Braga imediatamente aderiu e expôs, ganhando prémios e recebendo críticas positivas. Nessa época, muitas de suas pinturas eram de nus femininos, retratos e representação de flores e figuras humanas. José Malhoa passou a realizar exposições individuais, incluindo também obras de alguns dos seus discípulos, incluindo os de Emília. Participava com regularidade nas exposições do Grémio Artístico e da Sociedade Nacional de Belas-Artes (1.ª medalha, 1901). A 3 de outubro de 1903 falece o seu marido António Ferreira Braga, ficando viúva, sem nunca ter tido filhos.
Santos Braga começou a dar aulas de arte em 1904, desenhando as suas alunas, todas mulheres, das classes altas de Lisboa, que frequentavam o seu atelier. Três das suas alunas, Mily Possoz, Maria Helena Vieira da Silva e Eduarda Lapa, alcançaram sucesso internacional.
Em 1908 expõe no Rio de Janeiro e realiza a sua primeira individual em Lisboa, com pinturas a óleo e outras obras a pastel e a carvão. Foi a partir desta altura que passou a ser considerada uma "artista" e não apenas uma "amadora". Em 1909, os seus nus expostos na 7.ª exposição da Sociedade Nacional de Belas-Artes atraíram grande atenção e algumas críticas negativas, o que acabou por levá-la a deixar de expor com a Sociedade. Em 1912, levou uma grande pintura de nu feminino, de uma fumante de ópio para a Exposição Nacional de Belas Artes de Madrid e em 1915 expôs na Exposição Internacional do Panamá-Pacífico em São Francisco.
Entre 1911 e 1913 organizou duas exposições de sua obra e de suas alunas. A 15 de março de 1913, aos 45 anos, casa em Lisboa com o segundo marido, Francisco Augusto Trindade Baptista, de 40 anos, proprietário de Portimão e divorciado, adoptando os seus apelidos e retirando o apelido Braga.
Em 1920 organizou uma exposição na qual havia apenas 3 de suas próprias obras e 36 de suas alunas. Em 1922 e 1924 competiu em competições internacionais na cidade de Nova Iorque e Rio de Janeiro. Em 1931, realiza-se em Lisboa uma retrospetiva da sua obra. O seu mentor, José Malhoa, falece em 1933 e após a sua morte, a presença de Emília em exposições tornou-se mais rara. O segundo marido, Francisco Augusto Trindade Baptista, falece a 13 de março de 1938.
Às 2 horas da manhã de 28 de dezembro de 1949, no número 7 da Rua Serpa Pinto, freguesia dos Mártires, ao Chiado, em Lisboa, Emília dos Santos Braga falece aos 82 anos, vítima de hemorragia cerebral. Encontra-se sepultada em jazigo de família, no Cemitério dos Prazeres, em Lisboa.

## Fumadora de Ópio, 1912

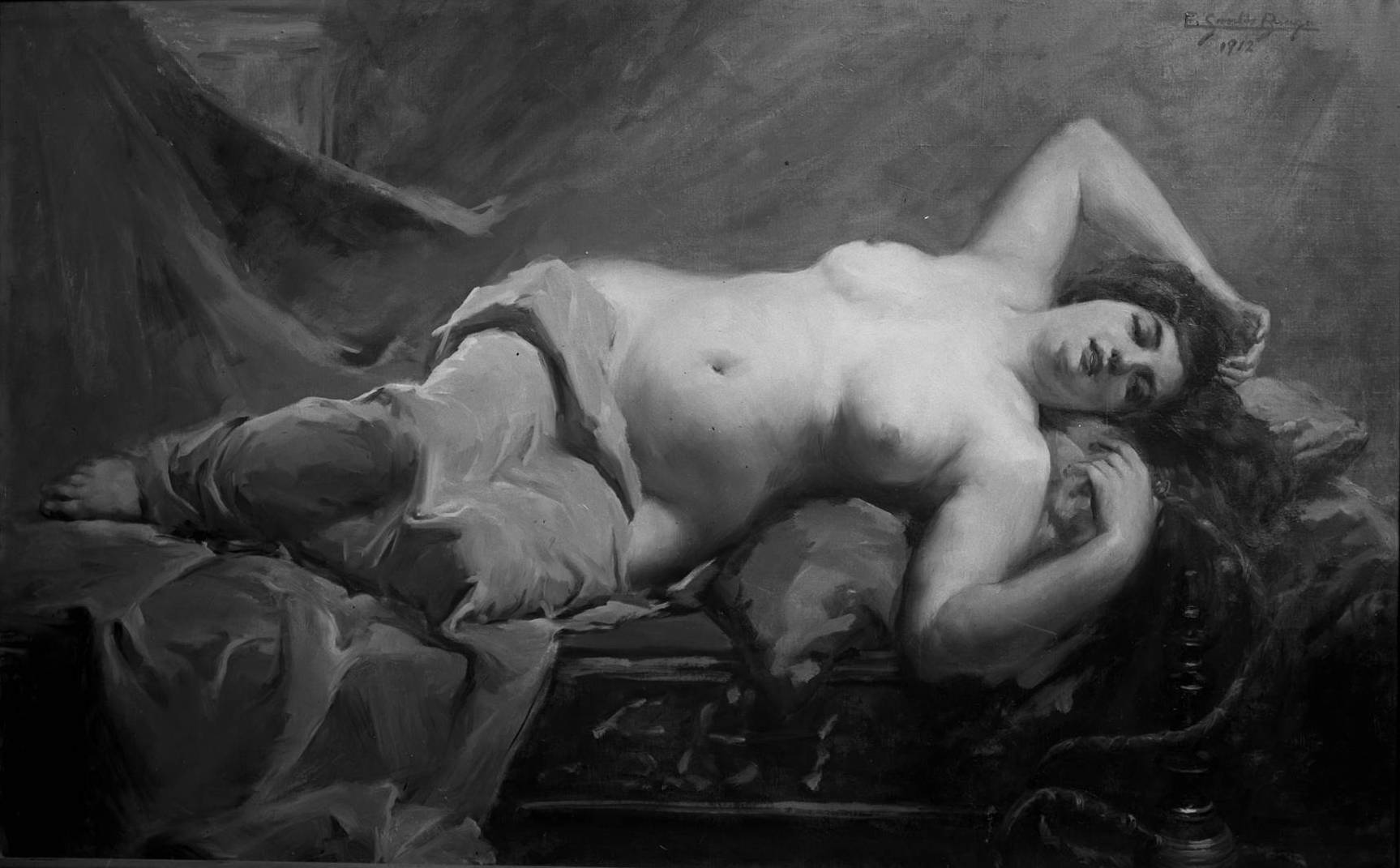
Fumadora de Ópio, de Emília dos Santos Braga, 1912.

Trata-se de uma das pinturas mais ousadas do naturalismo tardio português, rejeitando o nu heróico da herança clássica e trágica, que disfarçava o erotismo sob a capa do mito, da fábula ou da religião, tal como acontecia com Rubens, que era portanto uma das referências da pintora. Terá sido a primeira vez que uma artista portuguesa ousou ir tão longe na representação do nu feminino, subvertendo a lógica patriarcal do observador masculino / observada feminina, e introduzindo uma cumplicidade feminina na relação entre pintora e modelo, livre de impedimentos morais ou sociais, até aí inédito na pintura portuguesa. A dificuldade colocada aos artistas portugueses de género masculino em encontrar modelos dispostas a posar nuas, fazia com que o género estivesse pouco representado em Portugal. 

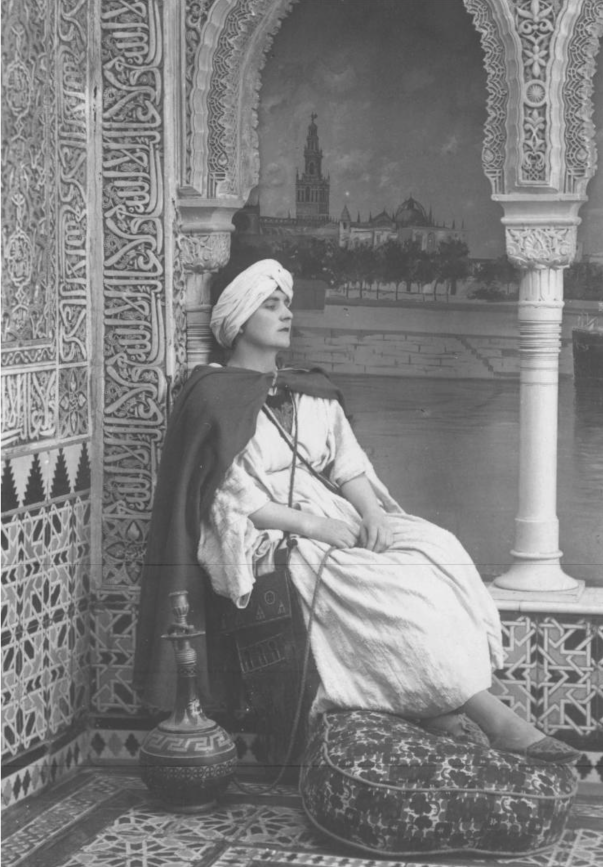
A escritora Virgínia Victorino a fumar ópio, fotografada pela namorada Olga de Morais Sarmento em Marrocos, 1924.

O olhar da modelo dirige-se para nós com languidez enquanto segura um narguilé com ópio que acabou de fumar. A pintura envia a um imaginário colonial orientalista, citando a figura da odalisca, aqui associado ao uso de uma droga que se tinha tornado muito popular nas representações literárias e artísticas da viragem do século, tal como no livro Paraísos Artificiais de Charles Baudelaire. «É antes do ópio que a minh’alma é doente», escreveu Álvaro de Campos em 1914, ou Mário de Sá Carneiro dois anos depois, na sua última carta dirigida a Fernando Pessoa: "Vivo há quinze dias uma vida como sempre sonhei: tive tudo durante eles: realizada a parte sexual, enfim, da minha obra – vivido o histerismo do seu ópio, as luas zebradas, os mosqueiros roxos da sua Ilusão". No caso das mulheres, o imaginário do ópio poderia tanto estar associado às trabalhadoras do sexo de classe popular, como à libertação sáfica das mulheres de classe privilegiada, tal como é descrito no livro O Puro e o Impuro (1932) da escritora Colette, frequentadora de casas de ópio, ou no poema "A Minha Amante" (1922) de Judith Teixeira. A escritora Vírgina Victorino fazia-se fotografar fumando ópio numa viagem a Marrocos que realizou com a sua namorada Olga de Morais Sarmento em 1924. No quadro de Emilia de Santos Braga não há indícios de pudor ou reprovação moral, representando antes um deleite muito distante das convenções que regiam a sociedade portuguesa do princípio do século XX. Aí reside o escândalo da pintura.

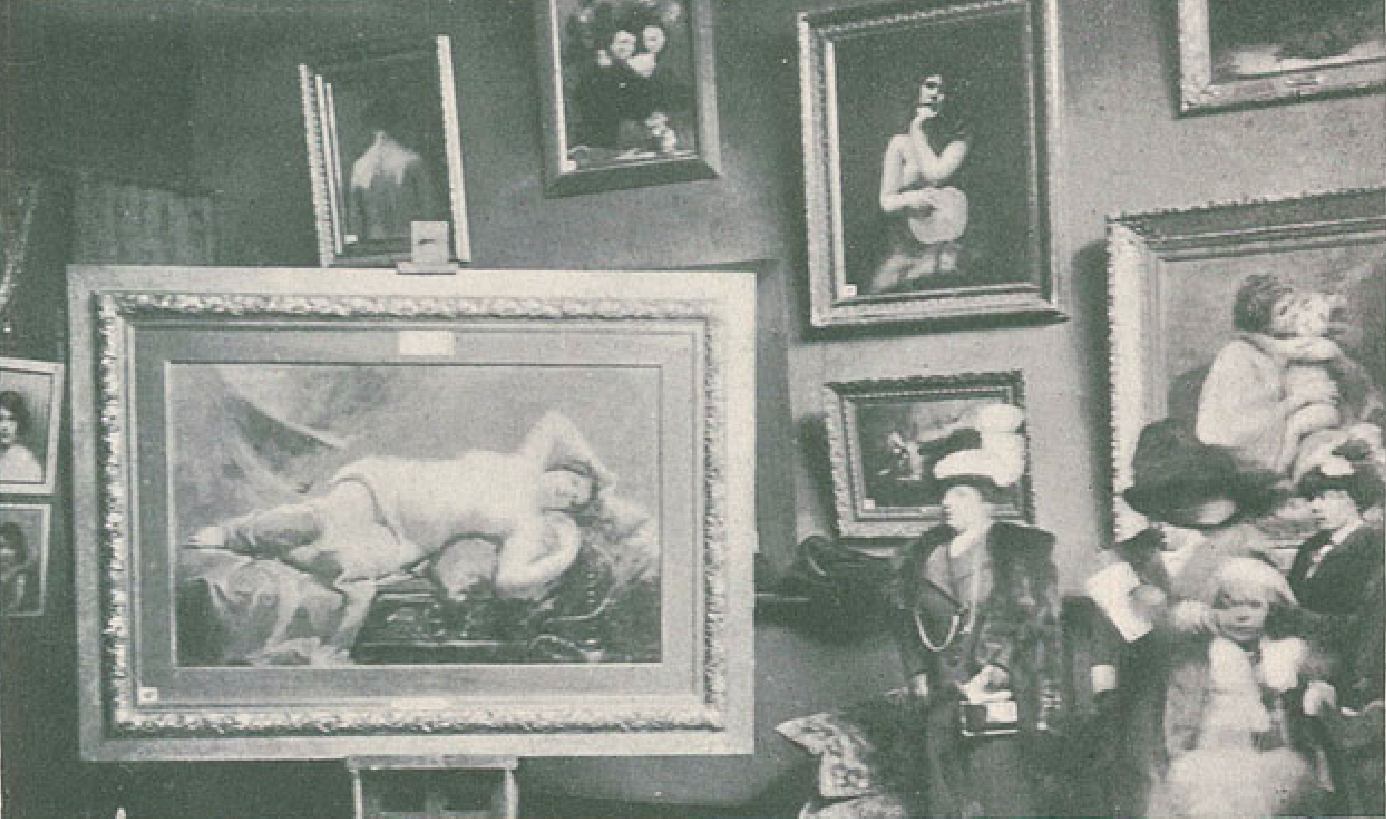
"Fumadora de Ópio" foi apresentada pela primeira vez em Portugal no salão da revista Ilustração Portuguesa, que publicou a 17 de fevereiro de 1913 esta foto da inauguração.

A tela de grandes dimensões (1,50 x 2 m) foi apresentada pela primeira vez em Madrid a 18 de maio de 1912 na Exposição Nacional de Belas Artes que teve lugar nos Palácios do Parque do Retiro. Seria apresentada em Portugal na exposição que lhe foi consagrada em fevereiro de 1913 no salão da revista Ilustração Portuguesa e a 15 de maio no salão da SNBA. O sucesso e o escândalo atraíram muitos visitantes. A crítica jornalística, relegando-a mais uma vez ao estatuto de uma mera discípula de José Malhoa, apesar do tom globalmente elogioso, evoca uma nudez que "nos dá o desgosto de uma carnação grossa, áspera e gelada" (António Cobeira na revista Ocidente). Vivia-se um período de forte transformação social do estatuto das mulheres na sociedade portuguesa após a implantação da República: o divórcio tinha sido legalizado em 1910 e a primeira mulher votou em 1911, ano em que foi decretada a Lei da Separação do Estado da Igreja.  
Em 1908 já tinha causado sensação com a tela « Ociosidade » na exposição que teve lugar no seu estúdio da Rua Pinheiro Chagas e que foi novamente apresentada em 1909 no Salão da Sociedade Nacional de Belas Artes. 
A escolha da pintura de nu constituía para uma mulher artista um acto de coragem. « Minha família, com errado conceito artístico da época, horrorizava-se com estes nus, de resto, castos, envoltos num véu de graça e espiritualidade! », afirmou a pintora numa entrevista ao Diário de Lisboa em 1944. Se Emilia de Santos Braga realizou o quadro durante um período de afirmação de autonomia, correspondendo ao seu estatuto de viúva, essa situação seria interrompida por um novo casamento realizado um mês depois de ter exposto Fumadora de Ópio em Lisboa. Tal como escreveu a curadora Julieta Ferrão em 1932, foi “a primeira mulher que no movimento plástico feminino contemporâneo se abalançou, a expor os nus de mulher”, “facto que lhe acarretou algum as sensaborias”. O quadro foi alvo de um golpe na parte superior esquerda, visível numa fotografia de Alberto Carlos Lima realizada por altura das exposições. Nas notas autobiográficas da artista em 1932, Emilia de Santos Braga afirmava: “abalancei-me a expor um quadro do Nu – figura de mulher, o que me acarretou algumas censuras e sensaborias e por este e outros motivos resolvi encerrar-me no meu atelier e nunca mais expor nas Belas Artes”. A artista deixou de expor nos Salões da SNBA até 1929 (voltando apenas uma última vez em 1916 com a tela « Bolas de sabão »), voltando-se para a organização de exposições no seu atelier.  